# قرار مجلس الأمن التابع للأمم المتحدة رقم 1317
قرار مجلس الأمن التابع للأمم المتحدة رقم 1317، المتخذ بالإجماع في 5 أيلول / سبتمبر 2000، بعد الإشارة إلى القرارات 1270 (1999) و1289 (1999) و1313 (2000) بشأن الحالة في سيراليون، مدد المجلس ولاية بعثة الأمم المتحدة في سيراليون حتى 20 سبتمبر 2000.
تم تنقيح تفويض بعثة الأمم المتحدة في سيراليون وزيادتها مرتين في وقت اعتماد القرار 1317. أوصى الأمين العام كوفي أنان، في تقريره السادس عن سيراليون، بتمديد ولاية بعثة الأمم المتحدة في سيراليون لمدة ستة أشهر وزيادة عنصرها العسكري إلى 20,500 و 260 مراقبًا عسكريًا.

## روابط خارجية
- نص القرار في undocs.org